# Gaspare Gori-Mancini
Gaspare Gori-Mancini (ur. 15 kwietnia 1653 w Rigomango, zm. 16 lipca 1727) – włoski prałat, mianowany biskupem Malty w 1722.

## Życiorys
Gaspare Gori-Mancini urodził się 15 kwietnia 1653 w Rigomagno, w gminie Sinalunga prowincji Siena we Włoszech. 25 marca 1676 został wyświęcony jako kapłan Suwerennego Zakonu Kawalerów Maltańskich. 1 czerwca 1722 papież Innocenty XIII wyznaczył go na następcę biskupa Joaquina Canaves jako biskupa Malty. Został konsekrowany w dniu 7 czerwca 1722 przez kard. Antonfelice Zondadari. Gori-Mancini był biskupem w okresie rządów wielkiego mistrza Antonio Manoel de Vilhena. Zmarł po zaledwie pięciu latach na tronie biskupim, w dniu 16 lipca 1727 w wieku 74 lat. Został pochowany w Konkatedrze św. Jana w Valletcie.